# 11225 Borden
11225 Borden eller 1999 JD36 är en asteroid i huvudbältet som upptäcktes den 10 maj 1999 av LINEAR i Socorro County, New Mexico. Den är uppkallad efter Timothy Calvin Borden.
Asteroiden har en diameter på ungefär 3 kilometer.